# St. Michaelis (Kleinobringen)

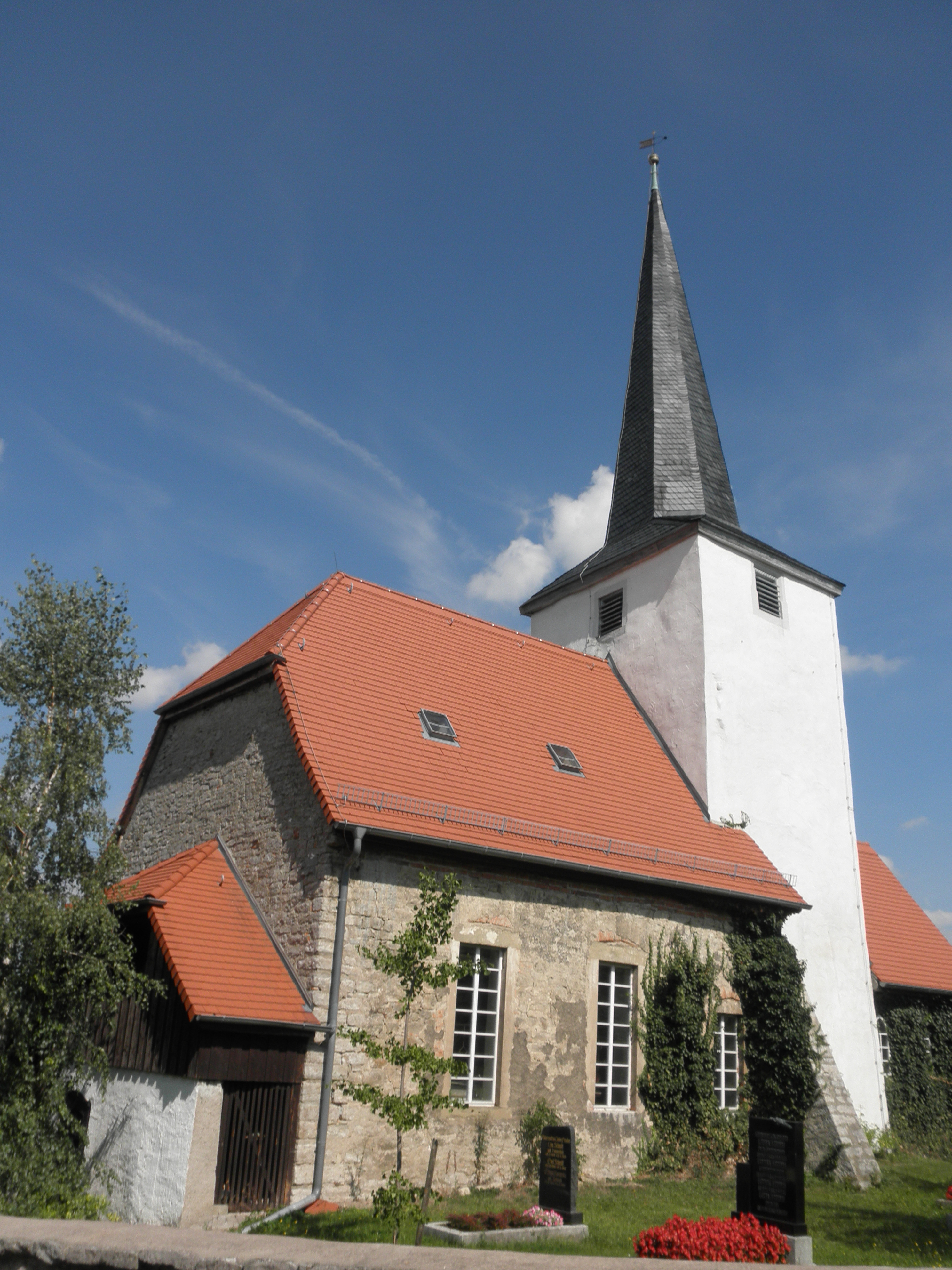
Die Kirche

Die evangelische Dorfkirche St. Michaelis steht im Ortsteil Kleinobringen der Landgemeinde Am Ettersberg im Landkreis Weimarer Land in Thüringen. Die Kirchengemeinde gehört zum Kirchengemeindeverband Großobringen im Kirchenkreis Weimar der Evangelischen Kirche in Mitteldeutschland.

## Lage
Die Kirche mit dem Friedhof befindet sich in der Mitte des Dorfes auf einer kleinen ebenen Anhöhe.

## Geschichte
Von der romanischen Chorturmkirche wurde die östliche Apsis im Jahr 1606 durch einen spätgotischen Choranbau ersetzt. Aus der gotischen Zeit ist der Altar mit der Steinmensa erhalten geblieben. Gestühl und andere kirchliche Einrichtungen sind vorhanden. Die einmanualige Orgel ist ein Werk von Valentin Thiele (Erfurt) aus  dem Jahr 1675, das 1702 nach Kleinobringen umgesetzt wurde. Nach verschiedenen Veränderungen erfolgte die letzte Reparatur 2002.